# 拜什涅
拜什涅，是匈牙利费耶尔州所辖的一个村。总面积44.64平方公里，总人口1814，人口密度40.6人/平方公里（2011年1月1日）。